# Geopora
Geopora är ett släkte av svampar. Geopora ingår i familjen Pyronemataceae, ordningen skålsvampar, klassen Pezizomycetes, divisionen sporsäcksvampar och riket svampar.